# Tourny
Tourny és un municipi francès situat al departament de l'Eure i a la regió de Normandia. L'any 2007 tenia 922 habitants.

## Demografia

### Població
El 2007 la població de fet de Tourny era de 922 persones. Hi havia 363 famílies de les quals 82 eren unipersonals (37 homes vivint sols i 45 dones vivint soles), 124 parelles sense fills, 136 parelles amb fills i 21 famílies monoparentals amb fills.
La població ha evolucionat segons el següent gràfic:
Habitants censats

### Habitatges
El 2007 hi havia 409 habitatges, 369 eren l'habitatge principal de la família, 16 eren segones residències i 24 estaven desocupats. 370 eren cases i 38 eren apartaments. Dels 369 habitatges principals, 270 estaven ocupats pels seus propietaris, 96 estaven llogats i ocupats pels llogaters i 3 estaven cedits a títol gratuït; 4 tenien una cambra, 33 en tenien dues, 81 en tenien tres, 98 en tenien quatre i 153 en tenien cinc o més. 294 habitatges disposaven pel capbaix d'una plaça de pàrquing. A 168 habitatges hi havia un automòbil i a 181 n'hi havia dos o més.

### Piràmide de població
La piràmide de població per edats i sexe el 2009 era:
| Homes | Edats   | Dones |
| ----- | ------- | ----- |
| 0     | 95 o +  | 0     |
| 4     | 90 a 94 | 4     |
| 4     | 85 a 89 | 12    |
| 0     | 80 a 84 | 0     |
| 8     | 75 a 79 | 16    |
| 16    | 70 a 74 | 16    |
| 24    | 65 a 69 | 20    |
| 16    | 60 a 64 | 28    |
| 32    | 55 a 59 | 24    |
| 28    | 50 a 54 | 32    |
| 36    | 45 a 49 | 12    |
| 20    | 40 a 44 | 48    |
| 28    | 35 a 39 | 20    |
| 48    | 30 a 34 | 48    |
| 28    | 25 a 29 | 24    |
| 20    | 20 a 24 | 20    |
| 20    | 15 a 19 | 20    |
| 20    | 10 a 14 | 48    |
| 48    | 5 a 9   | 20    |
| 20    | 0 a 4   | 36    |

## Economia
El 2007 la població en edat de treballar era de 616 persones, 471 eren actives i 145 eren inactives. De les 471 persones actives 429 estaven ocupades (226 homes i 203 dones) i 42 estaven aturades (12 homes i 30 dones). De les 145 persones inactives 55 estaven jubilades, 36 estaven estudiant i 54 estaven classificades com a «altres inactius».

### Ingressos
El 2009 a Tourny hi havia 345 unitats fiscals que integraven 898,5 persones, la mediana anual d'ingressos fiscals per persona era de 19.975 €.

### Activitats econòmiques
Dels 45 establiments que hi havia el 2007, 2 eren d'empreses extractives, 2 d'empreses alimentàries, 2 d'empreses de fabricació d'altres productes industrials, 9 d'empreses de construcció, 8 d'empreses de comerç i reparació d'automòbils, 3 d'empreses de transport, 2 d'empreses d'hostatgeria i restauració, 1 d'una empresa immobiliària, 4 d'empreses de serveis, 6 d'entitats de l'administració pública i 6 d'empreses classificades com a «altres activitats de serveis».
Dels 18 establiments de servei als particulars que hi havia el 2009, 1 era una oficina de correu, 2 tallers de reparació d'automòbils i de material agrícola, 4 paletes, 2 fusteries, 2 lampisteries, 1 electricista, 3 perruqueries, 1 veterinari, 1 restaurant i 1 saló de bellesa.
Dels 4 establiments comercials que hi havia el 2009, 1 era una botiga de més de 120 m², 1 una botiga de menys de 120 m², 1 una fleca i 1 una botiga de material de revestiment de parets i terra.
L'any 2000 a Tourny hi havia 9 explotacions agrícoles que ocupaven un total de 981 hectàrees.

## Equipaments sanitaris i escolars
L'únic equipament sanitari que hi havia el 2009 era una farmàcia.
El 2009 hi havia 1 escola maternal i 1 escola elemental.

## Poblacions més properes
El següent diagrama mostra les poblacions més properes.